# Cerro de San Pedro
Cerro de San Pedro é um município do estado de San Luis Potosí, no México.